# دودمان کارولنژی
دودمان کارولنژی، کارلووینجی یا کارلینگ‌ها (به انگلیسی: Carolingian dynasty) یک خانواده اشرافی فرانک بود که به نام شارلمانی، نوه شارل مارتل و از نوادگان آرنولفینگ-پپنی‌ها در قرن هفتم میلادی بود. این سلسله قدرت خود را در قرن هشتم تثبیت کرد و در نهایت مناصب شهردار کاخ و دوک و شاهزاده فرانک‌ها (به لاتین: dux et princeps Francorum) را در خاندان خود موروثی کرده و فرمانروای واقعی فرانک‌ها به‌عنوان قدرت‌های واقعی در پشت تاج و تخت مروونژی‌ها شدند. در سال ۷۵۱ سلسله مروونژی‌ها که بر فرانک‌های ژرمن حکومت می‌کرد با رضایت پاپ و اشراف فرانک سرنگون شد و پپن کهتر پسر مارتل تاج پادشاهی فرانک‌ها را به دست آورد. دودمان کارولنژی در سال ۸۰۰ با تاج‌گذاری شارلمانی به‌عنوان اولین امپراتور رومیان در غرب در بیش از سه قرن به اوج خود رسید. این خاندان با سرعتی بیش از آنچه رشد نمود، واژگون شد. مرگ شارلمانی در سال ۸۱۴، آغاز یک دوره طولانی از تکه‌تکه شدن امپراتوری کارولنژی و افول بود که در نهایت منجر به تکامل پادشاهی فرانسه و امپراتوری مقدس روم شد.
پس از او فرزندش لوئی یکم با لقب پارسا به جانشینی او رسید، ولی با مرگ لوئی پارسا فرزندانش لوتار یکم، لوئی ژرمن و شارل کچل، بر سر قدرت با یکدیگر به ستیز پرداختند. و پس از سه سال جنگ داخلی سرانجام امپراتوری کارولنژی را طی پیمان وردون به سه قسمت تقسیم کردند، و سه سرزمین فرانک خاوری، فرانک باختری و فرانک میانی را پدید آوردند.
فرانک باختری که تقریباً برابر با فرانسه کنونی است به شارل کچل رسید، تا زمان کاپتی‌ها در سال ۹۸۷ در دست فرزندان لوئی بود.
بخش میانی، تا سال ۸۷۵ میلادی به لوتار یکم رسید، که هم‌چنان عنوان امپراتور مقدس روم را داشت و با نام پادشاهی لوتارنژی ادامه داشت.
فرانک خاوری که آلمان کنونی شمرده می‌شود به لوئی ژرمن رسید و تا سال ۹۱۱ میلادی و تا زمان مرگ لوئی بچه، حکمرانی در دست خاندان کارولنژی بود.

صلیب کارولنژی

### ریشه نام
دودمان کارولنژی نام خود را از «کارولوس»، نام لاتینی شده شارل مارتل، در آلمانی بالای باستان، کارل یا کرل، حاکم «دفاکتو» فرانسیا از ۷۱۸ تا زمان مرگش گرفته شده‌است. معنی آن «انسان آزاد» است. نام "کارولینگی" (لاتین قرون وسطی "karolingi"، شکل تغییر یافته یک کلمه تأیید‌نشده آلمانی بالای باستان "karling(er)" یا "kerling(er)"، به معنای "نوادگان شارل".

## تاریخ

### ریشه‌ها

#### پپن یکم و آرنولف، اسقف مس (۶۱۳–۶۴۵)
دودمان کارولنژی ابتدا با دو خانواده رقیب مهم فرانک، پپنی‌ها و آرنولفینگ‌ها آغاز شد که سرنوشت‌شان در اوایل قرن هفتم در هم آمیخت. هر دو مرد از پیشینه‌های نجیب در مرزهای غربی قلمرو اوسترازیا بین رودخانه‌های موز و موزل، در شمال لیژ آمده بودند.
دو شخصیت اول پپن یکم از لاندن و آرنولف، اسقف مس که تاریخ‌نویسان نام خانوادگی را از آن‌ها گرفته‌اند، هر دو برای اولین بار در کتاب چهارم کرونیکل فردگر به‌عنوان مشاور کلوتار دوم، پادشاه نوستریا، که در سال ۶۱۳ شورشی را بر علیه پادشاه تئودریک دوم و برونهیلد اوسترازیا به‌راه انداخت. ظاهر شدند. از طریق علایق مشترک، پپن و آرنولف از طریق ازدواج دختر پپن بِگا و پسر آرنولف آنسگیزل، خانواده‌هایشان را متحد کردند.
به‌عنوان جبران کمک آن‌ها در فتح اوسترازیا، کلوتار به هر دو نفر با موقعیت‌های مهم قدرت در اوسترازیا پاداش داد. با این حال، آرنولف اولین کسی بود که مقام به دست آورد. در سال ۶۱۴ به او منصب اسقف مس و مدیریت پایتخت اوسترازیا و آموزش پسر جوان کلوتار، داگوبرت یکم آینده به او سپرده شد. این سمتی است که او تا زمان بازنشستگی خود در سال ۶۲۹ پس از مرگ کلوتار، زمانی که او به یک جامعه کوچک کلیسایی در نزدیکی هابندوم رفت، حفظ کرد. او پس از مرگش در صومعه ریمیرمونت دفن شد.

#### پپن یکم (۶۲۴–۶۴۰)
پپن فوراً پاداش نگرفت، اما سرانجام در سال ۶۲۴ عنوان "میلاد قصر" یا "شهردار کاخ" اوسترازیا به او اعطا شد. موقعیتی که در دربار سلطنتی مروونژی از اهمیت بالایی برخوردار است. شهردار کاخ اساساً به‌عنوان میانجی بین پادشاه و بزرگان منطقه عمل می‌کند. همان‌طور که پل فوراکر خلاصه می‌کند، آن‌ها به‌عنوان مهم‌ترین فرد غیر سلطنتی در پادشاهی در نظر گرفته می‌شدند. دلیل این‌که چرا پپن زودتر پاداش نگرفت، مشخص نیست، اما دو شهردار، رادو (۶۱۳ - حدود ۶۱۷) و چوکوس (حدود ۶۱۶ - حدود ۶۲۴)، پیش از او بودند و احتمالاً رقبای سیاسی مرتبط با هم خانواده اشرافی "Gundoinings" اوسترازیایی. پس از انتخاب، پپن تا زمان مرگش در سال ۶۲۹ وفادارانه زیر نظر کلوتار خدمت کرد و با حمایت از پسر کلوتار، داگوبرت، که در سال ۶۲۳ پادشاه اوسترازیا شد، موقعیت قدرت پپنی‌ها را در اوسترازیا مستحکم کرد. تحت حمایت آرنولف و دیگر بزرگان اوسترازیایی، حتی از این فرصت برای حمایت از قتل یک رقیب سیاسی مهم کرودولد، یک ارباب آگیلولفینگ استفاده کردند.
پس از صعود پادشاه داگوبرت یکم به تاج و تخت در سال ۶۲۹، او دربار فرانک را به پاریس در نوستریا بازگرداند، جایی که کلوتار در سال ۶۱۳ آن را از آن‌جا حذف کرد. در نتیجه، پپن موقعیت خود را به‌عنوان شهردار و حمایت بزرگان اوسترازیایی را از دست داد، که ظاهراً از ناتوانی او در متقاعد کردن پادشاه برای بازگرداندن مرکز سیاسی به اوسترازیا عصبانی شده بودند. در مقابل داگوبرت به خانواده رقیب سیاسی پپنی‌ها، گوندوینینگ‌ها، روی آورد، که روابط آن‌ها شامل آدالژسیل، کونیبر، اسقف اعظم کلن، اتو و رادولف، پادشاه تورینگن بود. (که بعداً در سال ۶۴۲ شورش کردند) یک بار دیگر نفوذ پپنی‌ها و آرنولفین‌ها در مجامع اوسترازیا حذف شد.
پپن تا زمان مرگ داگوبرت در سال ۶۳۸ دوباره در مدارک تاریخی ظاهر نشد. زمانی که او ظاهراً به‌عنوان شهردار اوسترازیا احیا شده بود و شروع به حمایت از پادشاه جدید جوان زیگبرت سوم کرد. پپن با رقیب خود، اسقف اعظم کونیبرت، برای جلب حمایت اوسترازیا از پادشاه ۱۰ ساله زیگبرت سوم، که بر اوسترازیا حکومت می‌کرد و برادرش کلوویس دوم بر نوستریا و بورگوندی حکومت می‌کرد، هماهنگی‌هایی انجام داد. به‌زودی پس از این‌که بار دیگر مقام خود را به دست آورد، به‌طور غیرمنتظره در سال ۶۴۰ درگذشت.

#### گریمولد مهتر (۶۴۰–۶۵۶)
پس از مرگ ناگهانی پپن، خانواده پپنی به سرعت برای حفظ موقعیت خود تلاش کردند. دختر پپن گرترود و همسر ایتا صومعه نیولز را تأسیس کردند و وارد آن شدند، و تنها پسرش گریمولد برای حفظ موقعیت پدرش به‌عنوان شهردار اصلی کاخ تلاش کرد. این مقام موروثی نبود و به همین دلیل به یکی دیگر از نجیب‌زاده‌های استرالیایی، اتو، معلم زیگبرت سوم، منتقل شد. گریمولد با هم‌دست پدرش کونیبرت برای برکناری اتو از سمت خود شروع به همکاری کرد. او سرانجام در ۶۴۱، زمانی که لوتار، دوک آلامان‌ها، اتو را به دستور گریمولد و، باید فرض کنیم کانیبرت، را کشت. گریمولد سپس شهردار اوسترازیا شد. قدرت او در این زمان بسیار گسترده بود و دارایی در اوترخت، نیمیخن، تنژران و ماستریخت بود. او حتی در سال ۶۴۳ توسط Desiderius of Cahors «حاکم قلمرو» خوانده شد.
اگر گریمولد حمایت زیگبرت سوم را تضمین نمی‌کرد، این کار انجام نمی‌شد. پپنی‌ها قبلاً حمایت سلطنتی را از حمایت پیپین یکم به‌دست آورده بودند، اما این امر با نقش گریمولد در شورش دوک رادولف تورینگن تقویت شد. درست قبل از ترور اتو، در سال ۶۴۰. رادولف علیه مروونژی‌ها شورش کرد و خود را پادشاه تورینگن کرد. زبگبرت با ارتش اوسترازیا از جمله گریمولد و دوک آدالگیزل لشکرکشی کرد و پس از پیروزی کوتاهی در برابر فارا، پسر ارباب آگیلوفینگ ترور شده کرودوآلد، اوسترازیایی‌ها رادلف را در رودخانه اونشتروت ملاقات کردند، جایی که او دژی مستحکم ایجاد کرده بود. آن‌چه در پی آن رخ داد، نبردی بی‌سازمان بود که طی چند روز گسترش یافت، که در آن اربابان اوسترازیایی در مورد تاکتیک‌ها با هم اختلاف نظر داشتند. گریمولد و آدالژسیل موقعیت خود را با دفاع از منافع سیگیبرت تقویت کردند، اما نتوانستند توافقی به اتفاق آرا برقرار کنند. در آخرین حمله خود، «مردان ماینتس» به اوسترازیایی‌ها خیانت کردند و به رادولف پیوستند. این نبرد ماقبل آخر بسیاری از اربابان مهم اوسترازیایی از جمله دوک Bobo و Count Innowales را کشت و منجر به شکست زیگبرت شد. توصیف معروفی از زیگبرت ارائه شده که وقتی رادولف پیروز به اردوگاه خود بازگشت، «در غم وحشیانه‌ترین غم و اندوه گرفتار شد و روی اسبش نشست و بی‌حال برای کسانی که از دست داده بود گریه کرد»..
پس از بازگشت زیگبرت از اونشتروت، گریمولد، شهردار فعلی، شروع به ایجاد قدرت برای قبیله پپنی کرد. او از پیوندهای موجود بین خانواده و جامعه کلیسایی برای به‌دست آوردن کنترل بر مردان و زنان مقدس محلی استفاده کرد که به نوبه خود از اظهارات پپنی‌ها در مورد قدرت حمایت می‌کردند. گریمولد با میسیونرهای آکیتانیایی آماندوس و رماکلوس پیوندهایی برقرار کرد، که هر دو اسقف‌های تأثیرگذاری در دربار مرووینگ شدند. رماکلوس، به ویژه، مهم بود زیرا پس از اسقف شدن ماستریخت، دو صومعه تأسیس کرد: استاولوت و مالمدی. تحت هدایت گریمولد و آرنولف‌ها کلودلف مس نیز تأسیس شد. پسر سنت آرنولف، اسقف اعظم متز را در سال ۶۵۶ به دست گرفت.

#### پپن دوم (۶۷۶–۷۱۴)
پپن آرسنال پسر آنسگیزل (پسر آرنولف، اسقف مس) از همسرش بگا (دختر پپن لانده) و خواهرزاده گریمولد مهتر بود. اطلاعات بسیار کمی در مورد زندگی اولیه پپن وجود دارد، اما یک داستان جنجالی از AMP نشان می‌دهد که پپن با کشتن یک «گوندوین» افسانه‌ای به‌عنوان انتقام از قتل پدرش آنسگیزل، قدرت را در اوسترازیا بازپس گرفت. این داستان توسط پل فوراکر کمی خارق‌العاده تلقی می‌شود، او استدلال می‌کند که AMP، یک منبع طرفدار کارولنژی که به‌طور بالقوه توسط ژیزل (خواهر شارلمانی) در سال ۸۰۵ در چلس نوشته شده‌است، این است که نقش پپن او را کاملاً برای آینده‌اش آماده می‌کند و نشان می‌دهد که خانواده‌اش واقعاً «رهبران طبیعی اوسترازیا» هستند. با این حال، فوراکر وجود او را در شواهد منشور نیز تصدیق می‌کند و تأیید می‌کند که او یک پیوند سیاسی با شهردار رقیب ولفولد بوده‌است. این رقابت‌ها باعث می‌شود که پپن با گاندوین دشمنی طبیعی داشته باشد و این قتل را به‌عنوان بخشی از به قدرت رسیدن پپن محتمل می‌سازد.

#### شارل مارتل (۷۱۴–۷۴۱)
شارل مارتل یا شارل چَکُش (۲۳ اوت ۶۸۶ میلادی – ۲۲ اکتبر ۷۴۱ میلادی) کاخ سالار و دوک و شاهزاده فرانک‌ها بود. وی کنترل سرزمین‌های فرانک‌ها را در هر سه بخش زیر فرمان ایشان؛ اوسترازیا، نوستریا و پادشاهی بورگوندی را دارا بود. او که زاده هرستال؛ امروزه والونی در کشور بلژیک؛ بود فرزند پپن ارستال (پپن دوم) و معشوقه‌اش الپایدا بود.
درخشش و نامداری او برای نبرد تور در سال ۷۳۲ بود، این نبرد در پواتیه در مرزهای جنوبی فرانسه رخ داد که طی آن نیروهای عرب مسلمان به فرماندهی عبدالرحمن الغافقی را درهم کوبید؛ با این پیروزی، وی رهایی‌دهنده اروپا شناخته شده‌است. شکستی که او به مسلمانان داد مرزهای فرانک‌ها را در اروپای غربی از تاخت‌وتاز ایشان و گسترش اسلام آسوده ساخت. او که فرماندهی زیرک و خوش‌اندیشه بود، نماد یک قهرمان در اوایل قرون وسطی شمرده می‌شد.

#### پپن کهتر-سوم (۷۴۱–۷۶۸)
پِپَنِ کِهتَر (زاده ۷۱۴ - درگذشت ۲۴ سپتامبر ۷۶۸) پادشاه پادشاه فرانک‌ها از ۷۵۱ تا سال مرگش بود. وی را گاه پپن سوم یا پپن کوتاه‌اندام نیز می‌خوانند. وی نخستین پادشاه دودمان کارولنژی است.
او در بلژیک کنونی که آن زمان بخشی از اوسترازیا بود و زیر فرمان فرانک‌ها بود، زاده شد. پدرش شارل مارتل خوانسالار و دوک فرانک‌ها و فاتح نبرد تور بود و مادرش شروترود نام داشت.
پپن، بی‌آنکه حقوق دربار کنستانتین امپراتور هردو روم را در شمار آورد، برابر بخشش‌نامه‌ای، استان راون (راونا) را به پاپ بخشید؛ در پی این بخشش، کلیساییان رم، سندی دست و پا کردند تا بخشش پپن را قانونی جلوه نمایند؛ در این سند «جعلی» آورده شد: از آن‌جا که کنستانتین «رم نو» کونستانتینوپول را بنیان نهاد «رم کهن» با همه قلمروهای باختری آن را به پاپ بخشیده‌است؛ بدین‌سان راه بر کلیسا بازمی‌گشت که یک امپراتوری کلیسایی را بنیاد نهد.

#### شارلمانی (۷۶۸–۸۱۴)

نقشه‌ای که اضافات شارلمانی (به رنگ سبز روشن) در امپراتوری فرانک را نشان می‌دهد.

بزرگ‌ترین پادشاه کارولنژی، شارلمانی، پسر پپن دوم بود. شارلمانی توسط پاپ لئون سوم در رم در سال ۸۰۰ به‌عنوان امپراتور مقدس روم تاج‌گذاری کرد. امپراتوری او، که ظاهراً ادامه امپراتوری روم غربی است، از نظر تاریخ‌نگاری به‌عنوان امپراتوری کارولنژی شناخته می‌شود.
حاکمان کارولنژی از روش سنتی فرانک‌ها (و مروونژی‌ها) در تقسیم ارث بین وارثان دست برنداشتند، اگرچه مفهوم تجزیه‌ناپذیری امپراتوری نیز پذیرفته شد. کارولنژی‌ها این عادت را داشتند که پسران خود را در مناطق مختلف امپراتوری ("regna") پادشاهان کوچک می‌ساختند که پس از مرگ پدرشان به ارث می‌رسیدند، کاری که شارلمانی و پسرش لوئی پارسا هر دو برای پسران خود انجام دادند. کارولنژی‌ها به‌طور قابل‌توجهی با مروونژی‌ها تفاوت داشتند، زیرا آن‌ها ارث را به فرزندان نامشروع ممنوع می‌دانستند، احتمالاً در تلاش برای جلوگیری از جنگ داخلی بین وارثان و اطمینان از حدی برای تقسیم قلمرو. با این حال، در اواخر قرن نهم، فقدان بزرگان مناسب در میان کارولنژی‌ها، ظهور آرنولف کرنتنی به‌عنوان پادشاه فرانک خاوری، فرزند نامشروع یک پادشاه قانونی کارولنژی، کارلمان باواریایی را ضروری کرد، که خود پسر اولین پادشاه بخش شرقی پادشاهی فرانک، لوئی ژرمن است.

## زوال دودمان کارولنژی
رنسانس کارولنژی یکی از چند دوره کوتاه درخشانی بود که اروپا در قرون تیرگی به خود دید. اگر به سبب جنگ‌ها و بی‌کفایتی جانشینان شارلمانی و هرج و مرج فئودالی اشرافزادگان و کشمکش خانمان‌برانداز میان کلیسا و حکومت نبود، و این مرافعات بیهوده مشوق هجوم نورمن‌ها، مجارها و سارازن‌ها نمی‌شد، امکان داشت که قرون تیرگی سه سده دیرتر شروع شود. جنبش کوتاه مدتی که پدید آمد بیش از حد منحصر به طبقه روحانیون بود. رعیت عادی هیچ شرکتی در آن نداشت. اشراف تقریباً هیچ اعتنایی به آن نکردند، و از میان این طبقه کسانی که حتی زحمت باسواد شدن را بر خود هموار کردند بسیار اندک بودند. در از هم گسیختگی امپراتوری خود شارلمانی را هم باید مقصر دانست. وی به‌قدری روحانیون را ثروتمند کرده بود که چون دست توانای خودش از کار برکنار شد، قدرت اسقف‌ها بر نیروی امپراتوری چربید؛ وانگهی، شارلمانی به علل نظامی و اداری ناگزیر شده بود که میزان استقلال دادگاه‌ها و خاوندهای ایالتی را تا حد خطرناکی افزایش دهد. مخارج حکومتی را که مجبور به کشیدن جور یک امپراتوری بود تابع وفاداری و درستی این اشراف گستاخ، و مؤکول به درآمد متوسط زمین‌ها و معادن خود کرده بود. وی مثل امپراتوران بیزانسی نتوانسته بود بوروکراسی متشکلی از کارمندان کشوری ایجاد کند، که فقط در برابر حکومت مرکزی مسئول باشند، یا بتوانند در مقابل تمام تغییراتی که در دربار امپراتوری رخ می‌دهد، همچنان به رتق و فتق امور دولت ادامه دهند. در عرض یک نسل بعد از مرگ شارلمانی، سازمان «سفرای پادشاه» را که وسیله گسترش اقتدار او در کلیه ایالات شده بود یا منحل کرده یا نادیده انگاشتند، و اعیان محلی سر از اطاعت حکومت مرکزی برتافتند. سلطنت شارلمانی در واقع شاهکار یک نابغه بود؛ این سلطنت پیشرفت سیاسی را در عصر و ناحیه‌ای به نمایش گذاشت که انحطاط اقتصادی بزرگ‌ترین صفت مشخص آن محسوب می‌شد.
القابی که معاصران به جانشینان شارلمانی داده‌اند بهترین معرف ماجرای این دوره است. از آن جمله‌اند: لوئی پارسا، شارل دوم ملقب به لوشو (کچل)، لوئی ژرمن، شارل سوم ملقب به لوگرو (فربه)، و شارل سوم ملقب به لوسنپل (ابله). لوئی پارسا (۸۱۴–۸۴۰) مثل پدرش شارلمانی چهره‌ای زیبا و قامتی بلند داشت؛ مردی بود فروتن، سلیم‌النفس، بخشنده، و مثل ژولیوس سزار به طرز اصلاح‌ناپذیری اهل مدارا. از آن‌جا که زیر نظر کشیشان تربیت یافته و بزرگ شد، تمام احکام اخلاقی را که شارلمانی با چنان اعتدالی به کار بسته بود به جان گرامی شمرد. فقط یک زن گرفت و هم‌خوابه هیچ نداشت. کلیه هم‌خوابگان پدر و فاسق‌های خواهران خویش را از دربار بیرون کرد، و چون خواهرانش زبان به اعتراض گشودند، آن‌ها را در دیرهای راهبه‌ها زندانی کرد. وی به قول کشیشان اعتماد داشت و رهبانان را امر می‌داد که طبق تعالیم فرقه بندیکتیان عمل کنند. در هر مورد که بی‌عدالتی یا استثماری می‌دید، در صدد جلوگیری برمی‌آمد یا می‌کوشید که ستم یا خلاف‌کاری دیگران را جبران کند. مردم متحیر بودند از این‌که می‌دیدند وی همیشه جانب ضعفا یا فقرا را می‌گیرد.
از آن‌جا که وی خود را مکلف به رعایت سنن فرانک‌ها می‌دانست، امپراتوری خود را به چند مملکت پادشاهی تقسیم کرد که هر کدام به دست یکی از پسرانش اداره می‌شد. از زن اولش سه پسر داشت ـ پپن، لوتار و لوئی ملقب به دردویچ (ژرمنی). از زن دومش ژودیت صاحب پسر چهارمی شد که در تاریخ از او به شارل کچل یاد می‌شود. علاقه لوئی به این پسر تقریباً نظیر عشق وافر پدر یا مادربزرگی به نواده‌اش بود؛ و چون میل داشت که این پسر نیز از سهمی برخوردار شود، تقسیماتی را که در سال ۸۱۷ کرده بود ملغی کرد. سه پسر بزرگ‌ترش به این عمل پدر معترض شدند و به جنگ داخلی علیه وی پرداختند، که مدت هشت سال به طول انجامید. قاطبه اشراف و روحانیون از این شورش پشتیبانی کردند. جماعت معدودی که ظاهراً نسبت به لوئی وفادار مانده بودند، او را در یک نبرد بحرانی در روتفلد (نزدیکی کولمار) یکه و تنها گذاشتند؛ به همین سبب بعدها این محل به لوگنفلد یا «وادی دروغ‌ها» مشهور شد. لوئی به معدودی از طرفداران خویش که هنوز دورش بودند امر داد که برای حفظ جان او را ترک گویند، و تسلیم پسرانش شد (۸۳۳). سه فرزند ارشد لوئی سر ژودیت را تراشیدند و به زندانش افکندند. شارل جوان را در دیری زندانی ساختند، و به پدرشان حکم کردند که از مقام امپراتوری کناره بگیرد و علناً توبه کند. لوئی مجبور شد در کلیسایی واقع در سواسون، در حالی که سی تن اسقف دورش را محاصره کرده بودند، در مقابل پسر و جانشینش لوتار یکم، خود را تا کمر عریان سازد، بر روی پارچه‌ای مویی به زمین افتد، و طوماری را که حاوی اعتراف وی به جرم بود با صدای بلند بخواند. سپس جامه‌ای خاکستری که از آن مردم توبه‌کار بود بر تن کرد، و یک سال او را در صومعه‌ای زندانی کردند. از این تاریخ به بعد، در حالی که دودمان کارولنژیان دست‌خوش تجزیه و انقراض بود، جماعت متحدی از اسقف‌ها بر فرانسه حکومت می‌کردند.
رفتاری که لوتار با پدرش لوئی کرد احساسات مردم را بر ضد وی برانگیخت. جمعی از اشراف و برخی از اسقف‌ها به تقاضاهای پی در پی ژودیت برای الغای حکم خلع لوئی لبیک گفتند. در نتیجه جنگی میان خود فرزندان درگرفت. پپن و لوئی ژرمن پدر خود را از زندان آزاد کرده و بار دیگر او را بر اریکه‌اش نشاندند و ژودیت و شارل را به آغوش وی بازگرداندند (۸۳۴). لوئی هیچ‌گونه انتقامی نگرفت، بلکه همه را عفو کرد. هنگامی که پپن درگذشت (۸۳۸)، زمین‌های امپراتوری از نو میان سه برادر تقسیم شد. لوئی ژرمن، که از این تقسیم مجدد ناراضی بود، به اکس-لا-شاپل (آخن امروزی) پایتخت امپراتوری هجوم برد. امپراتور پیر باز به کارزار پرداخت و حمله را دفع کرد؛ اما، هنگام بازگشت، بر اثر هوای نامناسب بیمار شد و در نزدیکی اینگلهایم درگذشت (۸۴۰). آخرین سخنانش پیامی بود برای عفو لوئی و تقاضایی برای محافظت شارل و ژودیت از لوتار که اکنون بر مسند امپراتور تکیه می‌زد.
لوتار سعی کرد شارل و لوئی را دست‌نشانده خویش گرداند، اما آن دو وی را در فونتنوا شکست دادند (۸۴۱)، و در ستراسبورگ سوگند وفاداری متقابلی یاد کردند که اکنون به‌عنوان کهن‌ترین سند موجود به زبان فرانسه محفوظ است؛ با این‌همه، در ۸۴۳ با لوتار پیمان وردون را امضا، و امپراتوری شارلمانی را به سه قسمت تقسیم کردند، که آن سه بخش تقریباً معادل کشورهای جدید ایتالیا، آلمان، و فرانسه بود. سرزمین‌های بین رودخانه‌های راین و الب در قالب فرانک خاوری از آن لوئی ژرمن شد؛ قسمت اعظم فرانسه و کنت‌نشین بارسلون به‌عنوان فرانک باختری به شارل سوم تعلق گرفت؛ ایتالیا و سرزمین‌های میان حد شرقی راین و حد غربی رودهای سکلت، سون، و رون به لوتار یکم داده شد. این سرزمین‌های غیر متجانس، که از کشورهای سفلی در سواحل دریای شمال در شمال تا پروانس در جنوب امتداد داشتند، به لوتاری رگنوم یا قلمرو لوتار، لوتارنژی، لوترینگار، و بالاخره لورن معروف شد. این سرزمین‌ها هیچ‌گونه وحدت نژادی یا زبانی نداشتند و در نتیجه معرکه کارزاری میان آلمان و فرانسه شدند؛ در طول تاریخ پس از جنگ‌های خونینی که منجر به شکست یکی و پیروزی دیگری می‌شد، گاهی این و زمانی آن بر خطه مزبور حکمران بودند.
در حین این جنگ‌های داخلی پرخرج، که سبب تضعیف حکومت و نیروی انسانی و ثروت و روحیه اروپای غربی می‌شد، قبایل توسعه‌طلب اسکاندیناوی به صورت امواجی وحشیانه چنان خاک فرانسه را مورد تهاجم قرار دادند که گویی یورش آن‌ها دنباله و مکمل غارت و وحشت مهاجران آلمانی چهار سده پیش بود. در حالی که سوئدی‌ها به قلمروی روسیه رخنه کرده و روس کی‌یف را بنیان گذاشتند، نروژی‌ها جای پایی در ایرلند به دست می‌آوردند، و دانمارکی‌ها انگلستان را مسخر می‌ساختند، آمیزه‌ای از اقوام اسکاندیناوی که ما آن‌ها را نورس یا شمالی‌ها می‌خوانیم، آغاز کردند به دست اندازی بر شهرهایی از فرانسه که در کرانه دریاها و رودها قرار گرفته بودند. بعد از مرگ لوئی یکم، این حملات بدل به لشکرکشی‌های عظیم با ناوگانی متجاوز از صد فروند شد که پاروزن‌های آن‌ها همه مردمانی جنگاور بودند. در سده نهم و دهم، نورس‌ها چهل و هفت بار بر فرانسه هجوم بردند. در سال ۸۴۰، مهاجمان مزبور روآن را غارت کردند و این عمل آغاز یک سده حملات مداوم بر خاک نورماندی بود. در ۸۴۳ به شهر نانت ریختند و اسقف را در محرابش به قتل رساندند. در ۸۴۴ از طریق رود گارون خود را به تولوز رسانیدند، و در ۸۴۵ از راه رود سن روی به پاریس آوردند، اما، در برابر خراجی معادل ۰۰۰’۷ پوند نقره، به آن شهر آسیبی وارد نیاورند. در ۸۴۶ ـ در حالی که سارازن‌ها به رم هجوم می‌آوردند ـ نورس‌ها فریزیا را تسخیر کردند، دوردرخت را سوزانیدند، و لیموژ را غارت کردند. در ۸۴۷ بوردو را به محاصره درآوردند، اما هجوم آن‌ها دفع شد. در ۸۴۸ دوباره شهر مزبور را محاصره و تسخیر کردند، دست به کشتار مردم و تاراج اموال آن‌ها زدند، و آن‌گاه شهر را سوزانیدند. در سال‌های بعد همین بلا را به سر بووه، بایون، سن ـ لو، مو، اورو و تور آوردند. اگر در نظر داشته باشیم که شهر تور در ۸۵۳، ۸۵۶٬۸۶۲، ۸۷۲، ۸۸۶، ۹۰۳ و ۹۱۹ تاراج شد، آن‌گاه شاید
بتوان به میزان وحشت مردم این ناحیه از حملات نورس‌ها پی برد. پاریس در ۸۵۶ و بار دیگر در ۸۶۱ مورد چپاول قرار گرفت و در ۸۶۵ سوزانیده شد. در اورلئان و شارتر اسقف‌ها به تدارک سپاه پرداخته و مهاجمان را عقب راندند (۸۵۵)، اما در ۸۵۶ دزدان دریایی دانمارکی اورلئان را غارت کردند. در ۸۵۹، یک ناوگان نورس‌ها از جبل طارق گذشت و وارد مدیترانه شد و به شهرهای واقع در کنار رون، حتی تا والانس در شمال، هجوم برد. آن‌گاه از خلیج جنووا گذشت و پیزا و دیگر شهرهای ایتالیا را تاراج کرد. از آنجا که مهاجمان در مسیر خویش گاهگاهی به دژهای دارای استحکامات اشراف برخورده و از فتح آن‌ها عاجز بودند، در عوض خزائن دیرها و کلیساهای بی‌محافظ را چپاول یا منهدم می‌کردند، اغلب این قبیل ابنیه و کتابخانه‌های آن‌ها را می‌سوزانیدند، و گاهی کشیشان و راهبان را به قتل می‌رساندند. در آن روزگار تیره، مردم، ضمن ادعیه خویش که توأم با شعایر مذهبی بود، دست به دعا برمی‌داشتند که «بارالاها ما را از قهر نورس‌ها رهایی‌بخش!» سارازن‌ها، که گویی دست اندرکار توطئه‌ای با اقوام شمالی بودند، به سال ۸۱۰ ساردنی و کرس را تسخیر کردند، و در ۸۲۰ ناحیه ریویرای فرانسه را به ویرانی کشیدند، در ۸۴۲ آرل را تاراج کردند، و تا سال ۹۷۲ بر قسمت اعظم سواحل فرانسوی مدیترانه مسلط بودند.
در طی این نیم سده ویرانی، پادشاهان و اشرافزادگان که خودشان مورد تهاجم قرار گرفته بودند به هیچ وجه حاضر نبودند به یاری نواحی دیگر بشتابند و از این رو به تقاضاهایی که برای وحدت عمل می‌رسید سرسری جواب می‌گفتند. پادشاهان سرگرم جنگ‌هایی برای حفظ اراضی یا اریکه امپراتوری خویش بودند و گاهی اقوام نورس به دست‌اندازی بر سواحل رقیب خود می‌کردند. در ۸۵۹ هینکمار اسقف اعظم رنس آشکارا شارل دوم را متهم کرد که در دفاع از خاک فرانسه کوتاهی می‌ورزد. جانشینان شارل ـ لوئی دوم، پادشاه فرانسه، لوئی سوم، کارلمان دوم، و شارل فربه ـ که از ۸۷۷ تا ۸۸۸ سلطنت کردند همه افراد بی‌کفایتی بودند به مراتب بدتر از خود شارل. بر اثر تصادفات زمان و مرگ، تمامی قلمرو شارلمانی در دوران سلطنت شارل فربه دوباره متحد شد، و آن امپراتوری رو به زوال فرصت دیگری به دست آورد تا برای ادامه حیات خود مبارزه کند. اما در ۸۸۰ نورمن‌ها نیمیخن را تصرف کرده و آتش زدند، و دو شهر کورتره و گان را بدل به پایگاه‌های استواری برای خود کردند؛ در ۸۸۱ لیژ، کلن، بن، پروم، و آخن را سوزانیدند؛ در ۸۸۲ شهر تریر را گرفتند و اسقف اعظم آن شهر را که در رأس مدافعان می‌جنگید به قتل رساندند؛ در همان سال رنس را تسخیر، و هینکمار را مجبور به فرار و مرگ کردند. در ۸۸۳ آمین را متصرف شدند، اما با دریافت ۰۰۰’۱۲ پوند نقره از طرف شاه کارلمان آن‌جا را ترک کردند. در سال ۸۸۵ روآن را گرفتند، و با سپاهی مرکب از سی هزار نفر که بر هفت‌صد کشتی‌سوار بودند رو به پاریس آوردند. حاکم شهر، کنت اودو یا اود، به اتفاق اسقف گوزلن در رأس سپاهیان فرانسوی دلیرانه مقاومت ورزیدند. پاریس سیزده ماه در محاصره بود و دلاوران آن شهر دوازده بار در صدد دفع مهاجمان برآمدند. سرانجام شارل فربه به جای آن‌که به کمک پاریس بشتابد ۷۰۰ پوند نقره برای مهاجمان فرستاد و به آن‌ها اجازه داد که ناوگان خود را در رود سن به سمت بالا حرکت دهند و زمستان را در دوک‌نشین بورگوندی بگذرانند. جنگجویان نورس خود را به آن محل رسانیدند و آن‌طور که می‌خواستند آن‌جا را غارت کردند. شارل از مقام خویش خلع شد و در سال ۸۸۸ درگذشت. اشراف فرانک باختری کنت اودو را به مقام سلطنت فرانسه برگزیدند، و پاریس، که اینک ارزش سوق‌الجیشی آن به ثبوت رسیده بود، مقر حکومت گردید.
شارل سوم (۸۹۸–۹۲۳)، جانشین اودو، نواحی سن و سون را حراست کرد، اما هیچ اقدامی برای جلوگیری چپاول‌های نورمن و دیگر نقاط فرانسه به عمل نیاورد. در ۹۱۱ وی نواحی روآن، لیزیو، و اورو را که در دست نورمان‌ها بود به یکی از سرکردگان عشایر آن قوم موسوم به رولف یا رولو واگذار کرد؛ نورمان‌ها راضی شدند که او را شاهنشاه خود دانسته به رسم فئودال با وی بیعت کنند؛ اما حین اجرای این تشریفات به او می‌خندیدند. رولو با غسل تعمید موافقت کرد و مردمش نیز مسیحیت را پذیرفتند و به‌تدریج به کار کشاورزی و رعایت مظاهر تمدن راغب شدند. به این نحو بود که دوک‌نشین نورماندی، به‌عنوان فتحی برای نورس‌ها در فرانسه، قدم به عرصه وجود نهاد.
شارل سوم حداقل برای پاریس راه حلی پیدا کرده بود؛ چه از این پس خود نورمان‌ها راه مهاجمان را به رود سن سد می‌کردند. اما در دیگر نقاط فرانسه هجوم‌های نورمن همچنان ادامه یافت. در ۹۱۱ شارتر را غارت کردند، در ۹۱۹ آنژه، در ۹۲۳ آکیتن و اوورنی چپاول شد؛ و در ۹۲۴ نواحی آرتوا و بووه مورد تاراج قرار گرفتند. تقریباً هم‌زمان با این حوادث، مجارها، که آلمان جنوبی را معرض تاخت و تاز قرار داده بودند، در ۹۱۷ به خاک بورگونی رسیدند، بی هیچ مانعی بارها از مرز فرانسه گذشتند، دیرهای نزدیک رنس و سانس را غارت کردند و آتش زدند (۹۳۷)، مانند دسته‌های ملخ گرسنه از آکیتن گذشتند (۹۵۱)، حومه‌های کامبره، لان، و رنس را سوزانیدند (۹۵۴)، و با خیالی راحت اموال مردم بورگونی را به یغما بردند. شالوده نظم اجتماعی فرانسه بر اثر این ضربات مکرر نورس و هون نزدیک بود به کلی از هم گسیخته شود. وضع ناگوار فرانسه از خلال ضجه شورای عالی روحانیون که در ۹۰۹ در تروسل تشکیل شد به خوبی پیدا است:
افرادی بودند صاحب حسن نیت، اما هیچ‌کدام آن قدرتی را که لازمه ایجاد نظم در میان این آشوب عمومی بود نداشتند. هنگامی که لوئی پنجم بدون وارثی درگذشت (۹۸۷)، اشراف و کشیش‌های درجه اول فرانسه درصدد برآمدند پادشاه کشور را از میان دودمان دیگری برگزینند. چنین شخصی را در میان اخلاف یک مارکی نوستریا یافتند، و جالب آن‌که وی روبر لوفور (نیرومند) نام داشت (فتـ ۸۶۶). کنت اودویی که پاریس را نجات داده بود فرزند این روبر بود. نواده همین روبر لوفور موسوم به هوگوی بزرگ (فتـ ۹۵۶) از راه خرید زمین‌ها یا جنگ، تقریباً تمام ناحیه بین نورماندی، سن، و لوار را به‌عنوان قلمرو فئودال خویش تصاحب کرده، ثروت و قدرتی به‌هم زده بود به‌مراتب فزون‌تر از پادشاهان. در این تاریخ که اشراف و اسقف‌ها به دنبال پادشاهی می‌گشتند، و فرزند هوگو بزرگ موسوم به هوگو کاپه ثروت، قدرت، و ظاهراً لیاقت به دست آوردن این دو را از پدر به ارث برده بود. آدالبرو اسقف اعظم، به راهنمایی ژربر، هوگو کاپه را به‌عنوان پادشاه پادشاه فرانسه معرفی کرد. هوگو کاپه را به اتفاق آرا به مقام پادشاهی برگزیدند (۹۸۷) و به این ترتیب دودمان کاپتی‌ها آغاز شد که از طریق منسوبین مستقیم یا بستگان غیر مستقیم، (دودمان والواها و دودمان بوربون) تا بروز انقلاب کبیر بر فرانسه حکومت می‌کردند.